# Oncopterus darwinii
Oncopterus darwinii ist eine Plattfischart, die im südwestlichen Atlantik von der Küste des brasilianischen Bundesstaates Santa Catarina bis zum Golfo San Matías in Argentinien vorkommt und dort in Tiefen von 20 bis 80 Metern lebt.

## Merkmale
Oncopterus darwinii wird in der Regel etwa 25 cm lang; die Maximallänge liegt bei 30 cm. Die Fische sind hellbraun gefärbt und mit zahlreichen kleinen weißen Punkten gemustert. Besonders an den Körperseiten finden sich auch einige größere weiße Flecke. Die Augen liegen nach der Metamorphose auf der rechten Körperseite. Die Rückenflosse beginnt vor den Augen, direkt oberhalb der Nasenöffnungen auf der Blindseite. Die Seitenlinie verläuft in einem deutlichen halbkreisförmigen Bogen um die Brustflossen und verzweigt sich dann in zahlreiche Zweige, die in Richtung der Rückenflosse verlaufen. Der erste Flossenstrahl der Rückenflosse ist hart, vergrößert, gebogen und beweglich. Auch vor der Afterflosse befindet sich ein Stachel, der bei Jungfischen besonders deutlich ausgebildet ist. Die Bauchflossen von Augen- und Blindseite sind asymmetrisch. Die Bauchflosse der Augenseite liegt viel weiter vorne als die auf der Blindseite.
- Flossenformel: Dorsale 59–67, Anale 41–46, Pectorale 11–12, Ventrale 6.[2][1]

## Systematik
Art und Gattung wurden im Jahr 1874 durch den österreichischen Zoologen Franz Steindachner erstbeschrieben und die Art zu Ehren des britischen Naturforscher Charles Darwin benannt. Die Art gehörte bis Anfang September 2019 zu den Südpazifischen Flundern (Rhombosoleidae), wurde dann aber in eine eigenständige Familie gestellt, da sich herausgestellt hat, dass die Art die Schwestergruppe einer aus den Familien der Südflundern (Achiropsettidae) und Südpazifischen Flundern bestehenden Klade ist.

## Belege
1. 1 2 3 4  Matthew A. Campbell, Bruno Chanet, Jhen‐Nien Chen, Mao‐Ying Lee, Wei‐Jen Chen (2019): Origins and relationships of the Pleuronectoidei: Molecular and morphological analysis of living and fossil taxa. Zoologica Scripta, 48: 640–656. doi: 10.1111/zsc.12372. Seite 652.
2. 1 2 3 4  Oncopterus darwinii auf Fishbase.org (englisch)